# Vera – bei …
VERA – bei … ist eine österreichische Fernsehsendung, die von 2013 bis 2015 im zweiten Hauptabend von ORF 2 ausgestrahlt wurde. Sie galt als Nachfolgesendung der im Sommer 2012 eingestellten Sendung Vera exklusiv.
Die Sendung wurde 2016 durch das neue Format Vera. Das kommt in den besten Familien vor abgelöst.

## Beschreibung der Sendung
In VERA – bei … folgte die Talkmasterin Vera Russwurm der Einladung von Prominenten und ihren Familien im deutschen Sprachraum und nahm Einblick in ihre private Welt, also in die Lebensbezirke, wo sie ganz „sie selbst“ sein können. Mit Menschen, die in ihrem Leben eine wichtige Rolle spielen bzw. gespielt haben: Familienangehörige, Freunde, Mentoren und Wegbegleiter, Menschen, mit denen diese Publikumslieblinge am liebsten feiern, scherzen, Probleme wälzen, lachen, weinen, Ideen austauschen, Erinnerungen nachhängen oder Zukunftspläne schmieden.

## Staffel-Überblick

### Staffel 1 (2013)
Staffel 1 startete am 21. September 2013 bei André Rieu in Maastricht, Niederlande. Diese Staffel führte Vera Russwurm unter anderem in den Circus Roncalli, wo sie sich selbst als Artistin versuchte. In dieser Staffel besuchte sie auch die Kastelruther Spatzen auf ihrem Erbhof. Staffel 1 endete am 28. Dezember 2013, als sie den ehemaligen österreichischen Torhüter Michael Konsel besuchte.

### Staffel 2 (2014)
Aufgrund der erfolgreichen ersten Staffel verlängerte man um eine zweite, die ab dem 1. März 2014 ausgestrahlt wurde. In dieser Staffel besuchte Vera Russwurm die Schlagerkönigin Helene Fischer in Berlin und feierte mit Peter Kraus seinen 75-jährigen Geburtstag in der Schweiz. Staffel 2 endete am 14. Juni 2014, wo sie Andreas Gabalier in seinem Grazer Zuhause besuchte.

### Staffel 3 (2015)
Die Ausstrahlung der dritten Staffel begann am 6. September mit einem Beitrag über die Band Seer, die in dem Jahr ihr 15-jähriges Bandjubiläum feierten und ihr bisher größtes Open-Air-Konzert am Grundlsee gaben, wo Vera Russwurm sie besuchte. Die Staffel endete am 27. Dezember 2014 mit einem Besuch bei Gerda Rogers in ihrem Haus in Baden.

### Staffel 4 (2015)
Die vierte Staffel begann mit Episoden über die Band Erste Allgemeine Verunsicherung und den Bauunternehmer Richard Lugner, welche beide die höchsten Reichweiten seit Beginn der Sendung 2013 erzielten. Die insgesamt meistgesehene Ausgabe von VERA – bei … zeigte Lugner in seiner Grinzinger Villa und erreichte mit 496.000 Zuschauern einen Marktanteil von 21 % (Sendungsdurchschnitt 309.000 Zuschauer, 16 % Marktanteil). Die Staffel endete am 30. Mai 2015 mit einem Besuch bei Schlagersänger Nik P. in Teufenbach.

### Staffel 5 (2015)
Die Ausstrahlung der fünften Staffel begann am 19. September 2015 mit einem Besuch bei Dagmar Koller, die Vera Russwurm zunächst unterhalb ihrer Wohnung im Lokal Zum Schwarzen Kameel traf und dann in ihrer Villa in Albufeira besuchte. Die Staffel endete am 19. Dezember 2015 nach nur 7 statt 10 Folgen mit einem Beitrag über die singenden Mönche vom Stift Heiligenkreuz.

## Episodenliste
| Folge | Folge der Staffel | Gast/Titel           | Schauplatz                                   | Sendetermin        |
| ----- | ----------------- | -------------------- | -------------------------------------------- | ------------------ |
| 1     | 1                 | André Rieu           | Maastricht, Niederlande                      | 21. September 2013 |
| 2     | 2                 | Johann Lafer         | Guldental bei Frankfurt am Main, Deutschland | 28. September 2013 |
| 3     | 3                 | Kastelruther Spatzen | Erbhof, Südtirol                             | 12. Oktober 2013   |
| 4     | 4                 | Max Müller           | Bavaria Filmstudios, München, Deutschland    | 19. Oktober 2013   |
| 5     | 5                 | Opus (Band)          | Graz, Österreich                             | 16. November 2013  |
| 6     | 6                 | Bernhard Paul        | München, Deutschland                         | 23. November 2013  |
| 7     | 7                 | Matthias Steiner     | Obersulz im Weinviertel, Österreich          | 30. November 2013  |
| 8     | 8                 | Marianne Mendt       | Wien, Österreich                             | 7. Dezember 2013   |
| 9     | 9                 | Waltraud Haas        | Wien, Österreich                             | 21. Dezember 2013  |
| 10    | 10                | Michael Konsel       | Klosterneuburg, Österreich                   | 28. Dezember 2013  |

| Folge | Folge der Staffel | Gast/Titel                              | Schauplatz                         | Sendetermin    |
| ----- | ----------------- | --------------------------------------- | ---------------------------------- | -------------- |
| 11    | 1                 | Stars des Villacher Faschings           | Villach, Österreich                | 1. März 2014   |
| 12    | 2                 | Helene Fischer                          | Berlin, Deutschland                | 8. März 2014   |
| 13    | 3                 | Peter Kraus                             | Luganersee, Schweiz                | 15. März 2014  |
| 14    | 4                 | Die Damen der Seitenblicke Gesellschaft | Wien, Österreich                   | 29. März 2014  |
| 15    | 5                 | Sepp Forcher                            | Salzburg, Österreich               | 12. April 2014 |
| 16    | 6                 | Waterloo und die Song-Contest-Stars     | Wels, Österreich                   | 3. Mai 2014    |
| 17    | 7                 | Die Paldauer                            | Steirisches Vulkanland, Österreich | 17. Mai 2014   |
| 18    | 8                 | Kristina Sprenger                       | Kitzbühel, Österreich              | 24. Mai 2014   |
| 19    | 9                 | Karel Gott und Ralph Siegel             | Prag, Tschechien                   | 7. Juni 2014   |
| 20    | 10                | Andreas und Willi Gabalier              | Graz, Österreich                   | 14. Juni 2014  |

| Folge | Folge der Staffel | Gast/Titel                             | Schauplatz                                          | Sendetermin        |
| ----- | ----------------- | -------------------------------------- | --------------------------------------------------- | ------------------ |
| 21    | 1                 | Seer                                   | am Grundlsee, Traunsee und St. Valentin, Österreich | 6. September 2014  |
| 22    | 2                 | Franz Posch                            | Hall in Tirol, Österreich                           | 13. September 2014 |
| 23    | 3                 | Die Amigos                             | Villingen, Deutschland                              | 20. September 2014 |
| 24    | 4                 | Nockalm Quintett                       | Radenthein, Österreich                              | 27. September 2014 |
| 25    | 5                 | Harald Krassnitzer und Adele Neuhauser | Josefstadt, Österreich                              | 11. Oktober 2014   |
| 26    | 6                 | Otto Schenk                            | am Irrsee, Österreich                               | 1. November 2014   |
| 27    | 7                 | SOKO Donau                             | Wien, Österreich                                    | 15. November 2014  |
| 28    | 8                 | Petra Frey                             | Wattens, Österreich                                 | 22. November 2014  |
| 29    | 9                 | Marc Pircher                           | Zillertal, Österreich                               | 6. Dezember 2014   |
| 30    | 10                | Gerda Rogers                           | Baden, Österreich                                   | 27. Dezember 2014  |

| Folge | Folge der Staffel | Gast/Titel                      | Schauplatz             | Sendetermin      |
| ----- | ----------------- | ------------------------------- | ---------------------- | ---------------- |
| 31    | 1                 | Erste Allgemeine Verunsicherung | Kenia                  | 21. Februar 2015 |
| 32    | 2                 | Richard Lugner                  | Grinzing, Österreich   | 28. Februar 2015 |
| 33    | 3                 | Ursprung Buam                   | Stumm, Österreich      | 7. März 2015     |
| 34    | 4                 | Harald Serafin                  | Wien, Österreich       | 21. März 2015    |
| 35    | 5                 | Patrick Lindner                 | München, Deutschland   | 28. März 2015    |
| 36    | 6                 | Til Schweiger                   | Berlin, Deutschland    | 11. April 2015   |
| 37    | 7                 | Wolfgang Böck                   | Draßburg, Österreich   | 18. April 2015   |
| 38    | 8                 | Viktor Gernot                   | Wien, Österreich       | 25. April 2015   |
| 39    | 9                 | Ralph Siegel                    | München, Deutschland   | 2. Mai 2015      |
| 40    | 10                | Nik P.                          | Teufenbach, Österreich | 30. Mai 2015     |

| Folge | Folge der Staffel | Gast/Titel                                  | Schauplatz                            | Sendetermin        |
| ----- | ----------------- | ------------------------------------------- | ------------------------------------- | ------------------ |
| 41    | 1                 | Dagmar Koller                               | Wien, Österreich; Albufeira, Portugal | 19. September 2015 |
| 42    | 2                 | Die Edlseer                                 | Birkfeld, Österreich                  | 3. Oktober 2015    |
| 43    | 3                 | Semino Rossi und Die jungen Zillertaler     | Strass im Zillertal, Österreich       | 17. Oktober 2015   |
| 44    | 4                 | David Garrett                               | Berlin, Deutschland                   | 7. November 2015   |
| 45    | 5                 | Niki Lauda                                  | Wien, Österreich                      | 14. November 2015  |
| 46    | 6                 | Karl Merkatz                                | Irrsdorf, Österreich                  | 5. Dezember 2015   |
| 47    | 7                 | The Cistercian Monks of Stift Heiligenkreuz | Stift Heiligenkreuz, Österreich       | 19. Dezember 2015  |